# Néftis
Néftis (em grego:  Νέφθυς, Nephthys) ou Nebthet (em árabe: نيفتيس, Nyftys) é uma divindade da mitologia egípcia. 
O nome Néftis significa senhora da casa, entendida no sentido físico, como a casa para onde o Sol retorna no fim do seu curso, ou seja, os céus noturnos.
É muito difícil diferenciar Néftis de sua irmã Ísis: ambas são chamadas de Deusa Mãe e deusa dos céus, e ambas usam como símbolo a cabeça de abutre e o disco solar, com os chifres do sol na cabeça, ambas são as que distribuem vida plena e felicidade.
Existe mesmo confusões a respeito dos maridos: Néftis às vezes é citada como esposa de Osíris, enquanto Ísis é mencionada como esposa de Seti; sendo o par Osíris-Néftis citado como os pais de Anúbis.
As lendas sobre os adultérios entre os deuses, possivelmente, são oriundas do fato de que, em localidades diferentes, os principais deuses tinham companheiros diferentes, assim, a deusa mais importante de uma determinada tribo era denominada esposa do deus, sendo as demais relegadas à posição de concubinas.
Néftis, porém, nunca teve a mesma fama ruim do seu marido Seti, o deus da morte: junto de Ísis, ela lamentou o assassinato de Osíris, e ela zelou pelo corpo do deus morto. Assim, quando é denominada guardiã dos mortos, é com o significado favorável. Ela preside aos momentos finais da vida, mas para levar o falecido à vitória.
Néftis também é uma deusa da natureza: se Nut é a deusa do céu, então Ísis e Néftis são as suas duas extremidades, o leste e o oeste, ou o norte e o sul.